# Церковь Воскресения Христова (Ловцы)
Це́рковь Воскресе́ния Христо́ва в Ловцах — приходский православный храм в селе Ловцы, Луховицкого района Московской области. Приход церкви входит в Луховицкий благочиннический округ Московской Епархии РПЦ.

## История
Впервые каменная Церковь Воскресения Христова, была построена в селе Ловцы в 1744 году, и освящена с приделами в честь пророка Илии и апостола и евангелиста Луки.
В 1835—1843 годах на её месте была возведена новая Церковь Воскресения Христова. Однако её трапезная часть, с приделами в честь Рождества Пресвятой Богородицы и апостола и евангелиста Луки, была построена намного позже, так как освящение приделов состоялось только в 1873 году . Церковь была закрыта в 1930-е годы советской властью.

## Устройство
Церковь выполнена в стиле классицизма, имеет крестообразную форму. Построена из кирпича. Крышу барабана венчают пять куполов. Отдельно стоит колокольня, построенная в стиле московского барокко.
Церковь имеет пять приделов:
- престол в честь Воскресения Христова — главный;
- престол в честь Рождества Пресвятой Богородицы;
- престол во имя пророка Илии;
- престол во имя святителя Николая Чудотворца;
- престол во имя апостола и евангелиста Луки.

## Причт
- Кирилл Васильевич Ловцов (1727—1785) — настоятель;
- Леонтий Кириллович Ловцов (1752 — 29.05.1814) — пономарь.

## Современная жизнь
Церковь возвратили верующим в 1992 году, однако в силу малочисленности приходской общины и отсутствия спонсоров ремонтно-восстановительные работы продолжаются до настоящего времени.